# Ioan Jelev
Ioan Jelev, ministru adjunct în perioada 16 ianuarie-iulie 1990, șef al departamentului apelor în primul guvern Petre Roman în cadrul Ministerului Apelor, Pădurilor și Mediului Înconjurător, secretar de stat în al doilea guvern Petre Roman în perioada 16 mai 1991-20 oct. 1991, șef al departamentului mediului în Ministerul Mediului.
A fost secretar de stat în guvernul Nicolae Văcăroiu, șef al departamentului mediului în Ministerul Apelor, Pădurilor și Protecției Mediului, în perioada 15 decembrie 1992-1 dec 1996.
A fost de asemenea secretar de stat în guvernul Adrian Năstase, șef al departamentului mediului în Ministerul Mediului și Gospodăririi Apelor în perioada 10 ianuarie 2001-ianuarie 2005 (cu o întrerupere de 8 luni, când a deținut funcția de director general cu protecția mediului în Ministerul Agriculturii, Pădurilor, Apelor și Mediului).
A mai fost director general pentru ape în Ministerul Mediului în perioada 20 oct 1991-15 dec. 1992 (o foarte scurtă perioadă, secretar de stat în guvernul Stolojan), director general al Institutului Național de Cercetare Dezvoltare pentru Protecția Mediului-ICIM București, în perioada 1 august 1990-15 mai 1991 și 1 dec. 1996-10 ian 2001.
A contribuit la crearea cadrului instituțional în domeniul protecției mediului în România și a reprezentat România la un număr imprtant de reuniuni internaționale în domeniul protecției mediului.
A fost președinte al Convenției de la Basel privind transportul transfrontier al deșeurilor periculoase, în perioad 2002-2004.
Este membru titular al Academiei de Științe Agricole și Silvice, profesor doctor honoris causa la Universitatea din Oradea. A deținut funcția de secretar general al Academiei de Științe Agricole și Silvice în perioada 2012-2013.
Este căsătorit cu Jelev Viorica, conferențiar universitar la Universitatea Spiru Haret și are un fiu, Jelev Ioan Alexandru.

## Publicații
- "Curs de formare în profesia evaluator și auditor de mediu" – Editura Universității Ecologice București, 1999
- ”Sisteme aplicate de management ale mediului înconjurător”–Editura Universității din Oradea, 2006
- “Managementul mediului înconjurător” – Editura Universității din Oradea, 1999
- ”Dicționar explicativ pentru științele exacte-Ecologie și Protecția Mediului-român, englez, francez, german, rus”-Editura Academiei Române și Editura AGIR, București, 2007 etc

## Distincții
- Premiul Academiei de Științe Agricole și Silvice “Ion M. Gheorghiu” pe anul 2006.